# Suchitlán, Colima
Suchitlán är en ort i Mexiko.   Den ligger i kommunen Comala och delstaten Colima, i den södra delen av landet, 500 km väster om huvudstaden Mexico City. Suchitlán ligger 1 058 meter över havet och antalet invånare är 4 190.
Terrängen runt Suchitlán är lite bergig. Runt Suchitlán är det ganska tätbefolkat, med 58 invånare per kvadratkilometer. Närmaste större samhälle är Ciudad de Villa de Álvarez, 12,3 km söder om Suchitlán. Omgivningarna runt Suchitlán är en mosaik av jordbruksmark och naturlig växtlighet.